# 266-я мотострелковая дивизия
266-я мотострелковая Артёмовско-Берлинская Краснознамённая, ордена Суворова дивизия — мотострелковое соединение Сухопутных войск Вооружённых сил СССР, дислоцированное в послевоенное время в Дальневосточном военном округе.

## История
Летом 1942 года Постановлением Государственного комитета Обороны в Куйбышевской области началось формирование 266-й стрелковой дивизии, формирование которой завершено к сентябрю, после чего дивизия была передислоцирована в Пензенскую область. После 7 ноября 1942 г. дивизия передислоцирована под Сталинград, где вошла в состав 1-й гвардейской танковой армии.
Дивизия участвовала в большинстве крупных военных операций Великой Отечественной войны: Сталинградская битва, бои за освобождение Донбасса, форсирование реки Днепр и освобождение правобережной Украины, Ясско-Кишинёвская операция, форсирование реки Одер. Окончание войны дивизий встретила в Берлине.
После войны 266-я стрелковая Артёмовско-Берлинская Краснознамённая, ордена Суворова дивизия была включена в состав советских войск Берлинского гарнизона.
В 1946 г. дивизия была выведена под Сталинград, где переформирована в 18-ю отдельную стрелковую бригаду. В 1953 г. эта бригада была развёрнута в 68-ю механизированную дивизию, а с марта 1957 г. переформирована в 117-ю мотострелковую дивизию, которой позднее вернули номер 266-й.
В 1969 г. для усиления дальневосточных рубежей СССР дивизия убыла в Дальневосточный военный округ и размещена в районе г. Райчихинск Амурской области в состав 35-й общевойсковой Краснознамённой армии.
В рамках объявленных Генеральным секретарём ЦК КПСС М. С. Горбачёвым сокращений армии 25.10.1989 г. дивизия переформирована в 5508-ю базу хранения вооружения и техники, которая в 2007 г. была расформирована.

## Командиры дивизии
- Юрпольский, Иван Иванович (9 февраля — 7 июля 1965)[3]

## Состав дивизии

### 1990
В состав дивизии в период 1970—1990-х гг. входили следующие соединения и части:
- управление (г. Райчихинск);
- 376-й танковый Перновский полк[5] (Зельвино);
- 220-й мотострелковый полк (Архара);
- 430-й мотострелковый полк (г. Райчихинск);
- 155-й мотострелковый полк (Облучье);
- 832-й артиллерийский пол (г. Райчихинск);
- зенитный ракетный полк (г. Райчихинск);
- отдельный ракетный дивизион (г. Райчихинск);
- отдельный противотанковый дивизион (г. Райчихинск);
- 105-й отдельный разведывательный батальон (г. Райчихинск);
- отдельный батальон материального обеспечения (г. Райчихинск);
- отдельный ремонтно-восстановительный батальон (г. Райчихинск);
- 72-й отдельный инженерно-сапёрный батальон (г. Райчихинск);
- 534-й отдельный батальон связи (г. Райчихинск);
- отдельная медицинская рота (г. Райчихинск);
- отдельная рота химической защиты (г. Райчихинск);